# اندیس بهارلو-داشکسن
بهارلو-داشکسن یک اندیس فلزی است که در حوالی شهر کوهین استان کردستان قرار دارد و مادهٔ معدنی موجود در آن، استیبنیت است.سنگ میزبان این اندیس داسیت-ریولیت-آندزیت-آگلومرا-توف است و دیرینگی آن به دوران ائوسن-الیگوسن می‌رسد. در این اندیس، پاراژنز‌های گروه طلا یافت می‌شوند.